# زیردریایی کلاس شوکا
زیردریایی کلاس شوکا (به انگلیسی: Shchuka-class submarine) یک کلاس از زیردریایی است که طول آن 57.00 m می‌باشد.